# Communes de la province de Parme
- Haut – A
- B
- C
- D
- E
- F
- G
- H
- I
- J
- K
- L
- M
- N
- O
- P
- Q
- R
- S
- T
- U
- V
- W
- X
- Y
- Z

## A
- Albareto

## B
- Bardi
- Bedonia
- Berceto
- Bore
- Borgo Val di Taro
- Busseto

## C
- Calestano
- Collecchio
- Colorno
- Compiano
- Corniglio

## F
- Felino
- Fidenza
- Fontanellato
- Fontevivo
- Fornovo di Taro

## L
- Langhirano
- Lesignano de' Bagni

## M
- Medesano
- Mezzani
- Monchio delle Corti
- Montechiarugolo

## N
- Neviano degli Arduini
- Noceto

## P
- Palanzano
- Parme
- Pellegrino Parmense
- Polesine Zibello

## R
- Roccabianca

## S
- Sala Baganza
- Salsomaggiore Terme
- San Secondo Parmense
- Sissa Trecasali
- Solignano
- Soragna
- Sorbolo

## T
- Terenzo
- Tizzano Val Parma
- Tornolo
- Torrile
- Traversetolo

## V
- Valmozzola
- Varano de' Melegari
- Varsi